# Bello carico
Bello carico è un album del cantautore italiano Tullio De Piscopo, pubblicato nel 1988 dall'etichetta discografica Costa Est e distribuito dalla EMI.

## Descrizione
L'album contiene fra i brani Andamento lento, presentato al Festival di Sanremo e pubblicato come 45 giri che ha ottenuto un grande successo di vendite.
Il disco si impone nell'apposita sezione del Festivalbar di quell'anno.

## Tracce
1. Energia compressa – 5:07
2. Libero – 5:27
3. Andamento lento – 4:13
4. Drums in the Air (Bello carico) – 6:12
5. Che cosa hai? – 5:00
6. Cherchez la femme – 4:12
7. Good Times My Friend – 4:41
8. Tamboo-tamboo da-rè – 4:45

Durata totale: 39:37

## Formazione
- Tullio De Piscopo – voce, cori, congas, batteria, percussioni
- Alphonso Johnson – basso (traccia 1, 4, 6, 7, 8)
- Chester Thompson – tastiera (tracce 1, 4, 5, 7)
- Ronnie Jackson – chitarra (tracce 2, 3, 8)
- Delmar Brown – tastiera (traccia 6)
- Billy Cobham – batteria (traccia 4)
- Massimo Volpe – tastiera (traccia 8)
- Rino Zurzolo – basso (traccia 2)
- Joe Amoruso – tastiera, sintetizzatore (tracce 3, 6, 7)
- Omar Hakim – batteria (tracce 4, 7)
- Mike Miller – chitarra (tracce 1, 7)
- Mario Capuano – sintetizzatore, cori, tastiera (tranne traccia 8)
- Lester Bowie – tromba (tracce 3, 4, 5)
- James Senese – sax (traccia 4)
- Franco Del Prete, Gary Alston, Gianni Guarracino, Giosy Capuano, Giovanni Sorvillo, Keren Moore, Peter De Piscopo, Vincent Thoma – cori